# 植村研一
植村 研一（うえむら けんいち、1933年 - ）は、日本の脳神経外科医、浜松医科大学名誉教授、日本医学英語教育学会名誉理事長、松戸市病院事業総長。

## 略歴
1933年生まれ。
千葉大学医学部卒業。ニューヨーク州立大学、オックスフォード大学、ロンドン大学に、それぞれ留学する。
千葉大学医学部脳神経外科講師に就く。1978年に、浜松医科大学脳神経外科教授となる。1998年、日本医学英語教育学会の初代理事長に選ばれる。1999年、浜松医科大学を退官する。同年、聖路加看護大学教授に就任する。2001年に、聖路加看護大学教授を退官する。松戸市病院事業総長となる。

## 著書

### 著作
- 『頭痛・めまい・しびれの臨床』(医学書院、1987年11月)ISBN 9784260117272
- 『うまい英語で医学論文を書くコツ』(医学書院、1991年6月)ISBN 9784260136303
- 『医学・生物学研究者のためのうまい研究発表のコツ』(メジカルビュー社、2005年3月)ISBN 9784758304108

### 訳書
- 『人間の死と脳幹死』クリストファー・パリス著(医学書院、1984年)ISBN 9784260135573